# Тюлень Росса
Тюлень Росса (Ommatophoca rossii) — монотипний вид тварин родини Тюленевих.
Поширений у водах, що оточують Антарктиду. Вперше описаний під час Британської антарктичної експедиції Джеймса Кларка Росса в 1841 році.
Є найменшим, найменш рясним і найменш відомим з антарктичних ластоногих. Його відмінними рисами є непропорційно великі очі (етимологія: грец. ὄμμα — зір, око; грец. φώκη — тюлень) і складна, сиреноподібна вокалізація.

## Морфологія
Дорослі самці в середньому менше, ніж самиці, мають 168—208 см в довжину і важать 129—216 кг, дорослі самиці 190—250 см в довжину і важать 159—204 кг. Після літньої линьки, в січні, забарвлення темно-сіре зверху і знизу сріблясто-біле, з прожилками світло-сірого з боків голови, плечей, горла і боків тіла. Протягом року забарвлення змінюється на рудувато-коричневе або коричневе. Волосся на тілі та вібриси найкоротші порівняно з іншими тюленевими. Голова велика і шия товста, але тіло стрункіше, ніж у Leptonychotes. Писок дуже короткий, а рот здається відносно невеликим. Очі пропорційно більші, ніж у будь-яких інших тюленевих. Передні кінцівки, які є більш спеціалізованими і плавникоподібні, ніж у більшості тюленів, мають скорочені кігті й значно подовжені прикінцеві фаланги. Задні ласти пропорційно більші, ніж в інших тюленевих. Череп відрізняється коротким рострумом і величезним розміром очниць. Різці та ікла, які є малими порівняно з Leptonychotes, гострі й загнуті. Корінні зуби відносно невеликі й слабкі.

## Поведінка
Ommataphoca є одним з найменш відомих ластоногих. Як правило, вважається, що Ommataphoca полюбляє важкі консолідовані угруповання льоду, але деякі спостереження показують, що він також знаходиться на дрібніших крижинах. Ommataphoca повільний і незграбний на льоду, але вважається швидким плавцем і дуже здібним маневрувальником, який переслідує свою здобич під лід, де його очі можуть сприймати рухи в тьмяно освітленій воді. Поживою є головним чином головоногі молюски, у тому числі деякі великі кальмари. Інші безхребетні і риби також споживаються. Косатка і морський леопард, як передбачається є хижаками тюленів Росса.

## Життєвий цикл
Самиці виходять на лежбища на льоду в листопаді, щоб народити щеня зачате в попередній сезон розмноження. Парування очевидно, відбувається наприкінці грудня, після того, як щеня відлучається від догляду матір'ю. Імплантація бластоцисти затримується на 2-3 місяці, а загальний термін вагітності становить близько 11 місяців. Здається, пік народження припадає на 3 — 18 листопада. Єдине новонароджене є близько 97 см в довжину, важить 17 кг, має хутро схоже на дорослого, і здатне плавати майже відразу. Вага 75 кг досягається через 15 днів, лактація припиняється приблизно за 4 тижні від народження. Більшість самиць вагітніють у 3 роки, самці можуть досягти статевої зрілості в 3-4 років. Максимальний зареєстрований вік: 21 рік.